# Jens Lehmann (ciclista)
Jens Lehmann (Stolberg, 19 de diciembre de 1967) es un deportista alemán que compitió en ciclismo en las modalidades de pista, especialista en las pruebas de persecución, y ruta.
Participó en dos Juegos Olímpicos de Verano, en los años 1992 y 2000, obteniendo en total cuatro medallas: dos de oro en persecución por equipos (en Barcelona 1992 junto con Guido Fulst, Michael Glöckner y Stefan Steinweg y en Sídney 2000 con Guido Fulst, Robert Bartko y Daniel Becke) y dos de plata en persecución individual, una en Barcelona 1992 y la otra en Sídney 2000.
Ganó catorce medallas en el Campeonato Mundial de Ciclismo en Pista entre los años 1989 y 2002.

## Medallero internacional
| Representando a la RDA   |                          |                   |                             |
| Campeonato Mundial       |                          |                   |                             |
| Año                      | Lugar                    | Medalla           | Competición                 |
| 1989                     | Lyon (Francia)           | Medalla de plata  | Persecución individual (A)  |
| Representando a Alemania |                          |                   |                             |
| Juegos Olímpicos         |                          |                   |                             |
| Año                      | Lugar                    | Medalla           | Competición                 |
| 1992                     | Barcelona (España)       | Medalla de oro    | Persecución por equipos     |
| 1992                     | Barcelona (España)       | Medalla de plata  | Persecución individual      |
| 2000                     | Sídney (Australia)       | Medalla de oro    | Persecución por equipos     |
| 2000                     | Sídney (Australia)       | Medalla de plata  | Persecución individual      |
| Campeonato Mundial       |                          |                   |                             |
| Año                      | Lugar                    | Medalla           | Competición                 |
| 1991                     | Stuttgart (Alemania)     | Medalla de oro    | Persecución individual (A)  |
| 1991                     | Stuttgart (Alemania)     | Medalla de oro    | Persecución por equipos (A) |
| 1993                     | Hamar (Noruega)          | Medalla de plata  | Persecución por equipos     |
| 1994                     | Palermo (Italia)         | Medalla de oro    | Persecución por equipos     |
| 1994                     | Palermo (Italia)         | Medalla de bronce | Persecución individual      |
| 1999                     | Berlín (Alemania)        | Medalla de oro    | Persecución por equipos     |
| 1999                     | Berlín (Alemania)        | Medalla de plata  | Persecución individual      |
| 2000                     | Mánchester (Reino Unido) | Medalla de oro    | Persecución individual      |
| 2000                     | Mánchester (Reino Unido) | Medalla de oro    | Persecución por equipos     |
| 2001                     | Amberes (Bélgica)        | Medalla de plata  | Persecución individual      |
| 2001                     | Amberes (Bélgica)        | Medalla de bronce | Persecución por equipos     |
| 2002                     | Ballerup (Dinamarca)     | Medalla de plata  | Persecución por equipos     |
| 2002                     | Ballerup (Dinamarca)     | Medalla de bronce | Persecución individual      |

## Palmarés en pista
- 1991
  -  Campeón del mundo de Persecución
  -  Campeón del mundo de Persecución por equipos (amb Michael Glöckner, Stefan Steinweg y Andreas Walzer)
- 1992
  -  Medalla de oro en los Juegos Olímpicos de Barcelona en Persecución por equipos (con Stefan Steinweg, Guido Fulst, Andreas Walzer y Michael Glöckner)
  -  Medalla de oro en los Juegos Olímpicos de Barcelona en Persecución individual
- 1994
  -  Campeón del mundo de persecución per equips (con Andreas Bach, Guido Fulst y Danilo Hondo)
- 1995
  -  Campeón de Alemania en Persecución
- 1999
  -  Campeón del mundo de persecución per equips (con Robert Bartko, Guido Fulst y Daniel Becke)
  -  Campeón de Alemania en Persecución
  -  Campeón de Alemania en Persecución por equipos (con Sebastian Siedler, Christian Bach i Daniel Becke)
- 2000
  -  Medalla de oro en los Juegos Olímpicos de Sídney en Persecución per equips (amb Daniel Becke, Guido Fulst y Robert Bartko)
  -  Medalla de oro en los Juegos Olímpicos de Sídney en Persecución
  -  Campeón del mundo de persecución
  -  Campeón del mundo de persecución por equipos (amb Sebastian Siedler, Guido Fulst y Daniel Becke)
  -  Campeón de Alemania en Persecución
- 2001
  -  Campeón de Alemania en Persecución por equipos (con Sebastian Siedler, Christian Bach y Christian Müller)
- 2002
  -  Campeón de Alemania en Persecución por equipos (con Sebastian Siedler, Thomas Fothen y Moritz Veit)
- 2003
  -  Campeón de Alemania en Persecución por equipos (con Sebastian Siedler, Christian Bach y Daniel Schlegel)
- 2004
  -  Campeón de Alemania en Persecución
  -  Campeón de Alemania en Persecución por equipos (con Tony Martin, Christian Bach y Sascha Damrow)

## Palmarés en ruta
1994
- Campeonato de Alemania Contrarreloj
- Gran Premio Telekom (haciendo pareja con Tony Rominger)

2000
- 1 etapa de la Vuelta a Sajonia

2001
- 1 etapa del Drei-Länder-Tour